# Kim Young-kwang
Kim Young-kwang (Incheon, 11 de janeiro de 1987) é um ator e modelo sul-coreano. Começou sua carreira como modelo, desfilando para designers de renome mundial como Alexander McQueen, Vivienne Westwood e Etro. Em 2008, foi o primeiro modelo asiático contratado no desfile da Dior Homme. Como ator, estrelou as séries White Christmas, Can We Get Married? e Ahobsu Sonyeon, assim como os filmes Runway Cop e Hot Young Bloods.